# Allokermes gillettei
Allokermes gillettei är en insektsart som först beskrevs av Cockerell 1895.  Allokermes gillettei ingår i släktet Allokermes och familjen eksköldlöss. Inga underarter finns listade i Catalogue of Life.